# Linum lewisii
Espèce
Synonymes
- Linum decurrens Kellogg[1]
- Linum lewisii f. albiflorum (Cockerell) H. St. John[1]
- Linum perenne f. albiflorum Cockerell[1]
- Linum sibiricum var. lewisii (Pursh) Lindl.[1]

Linum lewisii, le lin de Lewis, est une espèce de plantes à fleurs de la famille des Linaceae présente à l’Ouest de États-Unis jusqu'au nord du Mexique. 

## Description

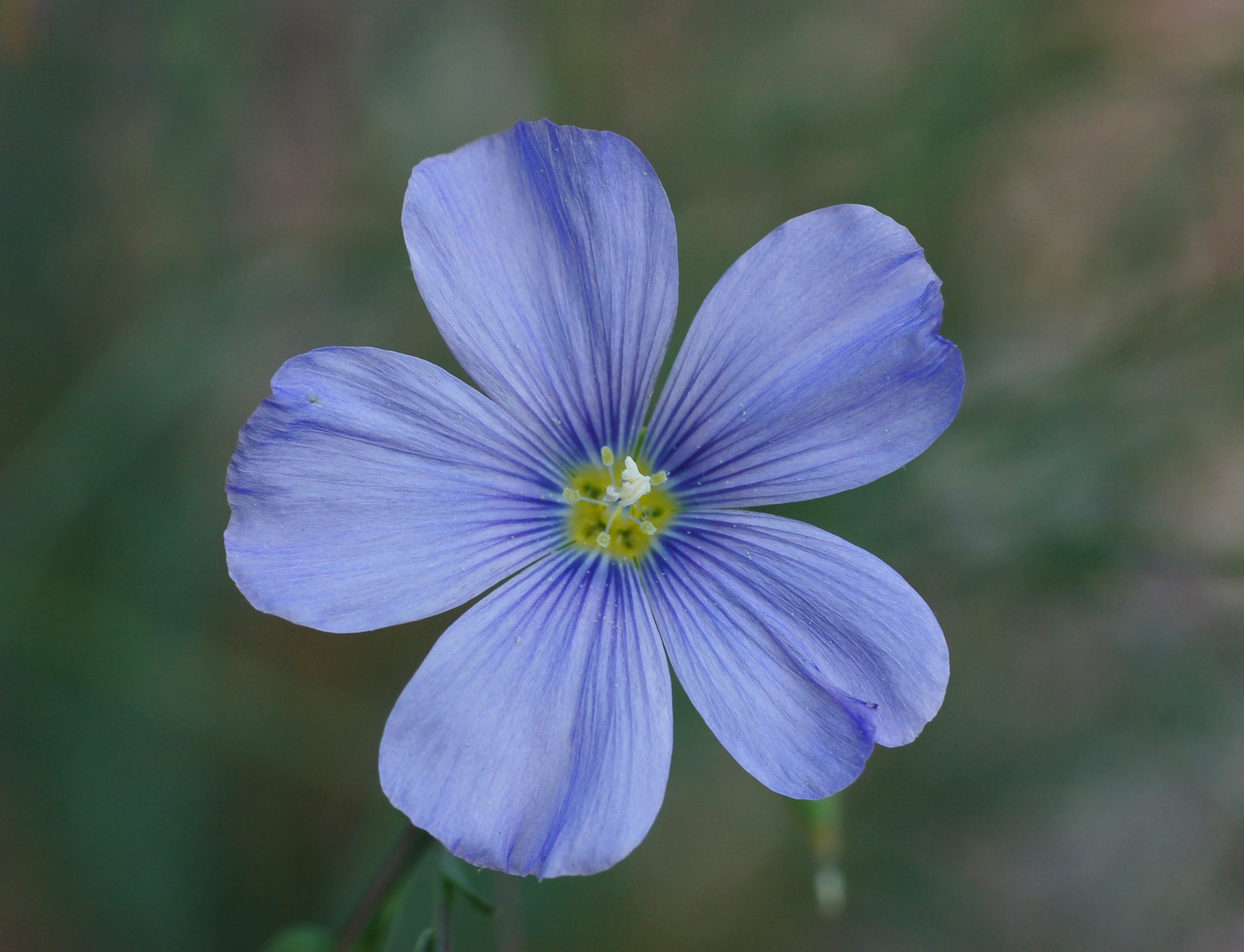
Fleur.

Cette plante atteint environ 90 cm et possèdent des feuilles lancéolées de 1 à 2 cm de long. Les fleurs sont bleu pâle ou de couleur lavande à blanc. D’une taille de 1,5 à 3 cm de diamètre, les fleurs ont cinq pétales.

## Répartition et habitat
La plante est présente de l’Alaska au nord du Mexique et de l’océan Pacifique jusqu’au fleuve Mississippi.
Le lin de Lewis pousse sur des terrains peu humides à des altitudes pouvant aller jusque 3 000 m au sud de son aire de répartition. 

## Liste des variétés
Selon Catalogue of Life (24 juillet 2017) :
- variété Linum lewisii var. alpicola
- variété Linum lewisii var. lepagei